# Costus stenophyllus
Espèce
Classification phylogénétique
Statut de conservation UICN

 LC  : Préoccupation mineure
Costus stenophyllus est une espèce de plantes à fleurs du genre des Costus de la famille des Costaceae que l'on trouve exclusivement au Costa Rica où elle est endémique des basses terres du Pacifique Sud.

## Description
Costus stenophyllus est une plante herbacée vivace qui peut mesurer jusqu'à 4 mètres de haut. Elle est sans poil.
La gaine foliaire est d'abord gris-vert, devenant blanche puis rouge sur la partie supérieure.
Les feuilles sont linéaires, jusqu'à 2,5 cm de large. Le ligule est terne.
Les inflorescences en forme de cône mesurent de 9 à 14 cm de long avec un diamètre de 3,5 à 4,5 cm.
Les bractées sont rouge.
Le pétale est glabre, le labelle tubulaire est jaune.
L'espèce a été décrite pour la première fois en 1952 par Paul Carpenter Standley et Louis Otho Williams dans « Ceiba, a Scientific Journal Issued By the Escuela Agricola Panamericana ».